# Гранд Ејкерс (Тексас)
Гранд Ејкерс (енгл. Grand Acres) насељено је место без административног статуса у америчкој савезној држави Тексас.

## Демографија
По попису из 2010. године број становника је 49, што је 154 (-75,9%) становника мање него 2000. године.
| Група             | 2000.       | 2010.       |
| Белци             | 14 (6,9%)   | 0 (0,0%)    |
| Афроамериканци    | 0 (0,0%)    | 0 (0,0%)    |
| Азијати           | 0 (0,0%)    | 0 (0,0%)    |
| Хиспаноамериканци | 189 (93,1%) | 49 (100,0%) |
| Укупно            | 203         | 49          |